# Vetovo
Vetovo (en búlgaro: Ветово) es una ciudad de Bulgaria en la provincia de Ruse.

## Geografía
Se encuentra a una altitud de 168 m s. n. m. a 342 km de la capital nacional, Sofía.

## Demografía
Según estimación 2012 contaba con una población de 4 774 habitantes.
|         | 2004  | 2005  | 2006  | 2007  | 2008  | 2009  | 2010  | 2011  |
| Mujeres | 2 500 | 2 472 | 2 465 | 2 471 | 2 452 | 2 434 | 2 419 | 2 204 |
| Varones | 2 434 | 2 416 | 2 395 | 2 383 | 2 364 | 2 343 | 2 339 | 2 208 |
| Total   | 4 934 | 4 888 | 4 860 | 4 854 | 4 816 | 4 777 | 4 758 | 4412  |